# Heinrich Beißwanger
Heinrich Beißwanger (* 31. Mai 1867; † 11. Mai 1912 in Stuttgart) war ein württembergischer Landtagsabgeordneter.

## Leben
Heinrich Beißwanger war Schultheiß in Geradstetten. Er war Mitglied im Bund der Landwirte. 1906 konnte er sich bei der Landtagswahl gegen den Abgeordneten Carl Hahn durchsetzen und vertrat bis zu seinem Tod 1912 das Oberamt Schorndorf im württembergischen Landtag. Bis zur Landtagswahl im November 1912 wurde kein Nachfolger für ihn gewählt.
Beißwanger war verheiratet mit Auguste, geb. Riehle. Beide hatten zwei Kinder. Heinrich Beißwanger wurde in Schorndorf bestattet.